# Dip (Tyga)
Dip è un singolo del rapper statunitense Tyga, pubblicato il 19 settembre 2018 come terzo estratto dal settimo album in studio Legendary.

## Remix
Il 29 ottobre 2018 è stato pubblicato un remix del singolo in collaborazione con della rapper trinidadiana Nicki Minaj.